# Glossaire du tennis
Ce glossaire recense des termes et expressions spécifiques au tennis.
L'usage du masculin singulier a prévalu pour éviter les lourdeurs de style. À titre d'exemple principal et sauf mention contraire, un joueur désigne donc également une joueuse, mais aussi une paire de double dans certains cas.
- Haut – A
- B
- C
- D
- E
- F
- G
- H
- I
- J
- K
- L
- M
- N
- O
- P
- Q
- R
- S
- T
- U
- V
- W
- X
- Y
- Z

## A
A
Lettre utilisée pour indiquer une égalité de points au sein d'un jeu, soit 15-A pour 15-15, 30-A pour 30-30 et 40-A pour 40-40. La lettre "A" fait référence au mot anglais "All" (tous), signifiant ainsi que tous les joueurs (ou paires de joueurs, dans le cas du double) ont marqué le même nombre de points. Toutefois, pour le score de 40-40, on ne dit 40-A que la première fois où ce score est atteint durant un jeu ; ensuite, dans le même jeu, le terme « égalité » (ou « deuce » en anglais) est utilisé à chaque fois qu'un joueur perd l'avantage.
 Ace ou As
Service gagnant lors duquel la balle n'est pas touchée par le receveur, ce qui permet donc au serveur de remporter le point.
All-comers final
Voir Challenge round.
Alternate ou remplaçant
Joueur ou équipe obtenant l'accès au tableau principal d'un tournoi en remplacement d'un joueur ou d'une équipe qui déclare forfait avant son premier match, et lorsqu'il n'y a pas de tournoi de qualification qui pourrait fournir un lucky loser (abrégé dans les tableaux en Alt) ou que ces derniers ont tous été appelés.
 Amorti ou amortie
On peut dire un coup amorti, ou une balle amortie, d'où les deux orthographes. Un amorti est effectué dans le but de faire rebondir la balle près du filet. Ce coup est utilisé en vue de surprendre l'adversaire. Son efficacité réside aussi bien dans le masquage de sa préparation (l'adversaire ne doit en effet pas s'y attendre) que dans sa réalisation. L'amorti est très majoritairement employé avec un effet coupé.
 Anti-vibrateur
Système permettant d'atténuer les vibrations causées par la frappe. Il peut s'agir d'un objet inséré entre les cordes d'une raquette ou d'un système intégré au cadre même de la raquette. Si le dispositif anti-vibratoire est placé par le joueur au niveau du cordage, il doit être positionné en dessous du travers (corde transversale du tamis) le plus proche du manche ; il est interdit de placer le dispositif à l'intérieur de la partie maillée du cordage. Les anti-vibrateurs permettent notamment de limiter les risques de tennis-elbow.
 Arbitre de chaise (ou parfois juge de chaise)

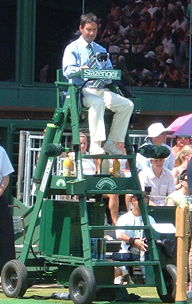
Arbitre de chaise.

 Nom donné à l'arbitre principal car il est assis sur une chaise surélevée, située au niveau du filet. Il annonce notamment le score et les changements de côtés, rappelle les joueurs et le public à l'ordre, etc. Il est assisté dans sa tâche par plusieurs juges de ligne. C'est généralement lui qui a le dernier mot mais, en cas de problème ou litige particulièrement difficile à gérer, il peut faire appel au juge-arbitre du tournoi.
Arroser
Terme communément employé pour qualifier un coup maladroit qui est sorti très nettement des limites du court.
 ATP Tour ou simplement ATP
Association (Association of Tennis Professionals) qui supervise les principaux tournois masculins professionnels dans le monde. On parle aussi du circuit ATP.
 Attaquant de fond de court
Se dit d'un joueur qui, le plus souvent installé devant sa ligne de fond au court, cherche par des prises d'initiatives constantes et répétées, à déborder son adversaire ou à lui faire commettre la faute en premier. Voir aussi: crocodile.
Au filet ou à la volée
Un joueur est au filet lorsqu'il est à une distance suffisamment courte du filet pour lui permettre de jouer des volées.
 Avantage
Point gagné par l'un des joueurs lorsque le score en est à 40-A ou à égalité. Il y a avantage service lorsque le serveur gagne ce point et avantage dehors (voire avantage retour) dans le cas inverse. Le joueur ayant l'avantage doit marquer le point suivant pour remporter le jeu.

## B
Bâche
Pièce en matière plastique utilisée pour recouvrir les courts extérieurs afin de les protéger des intempéries. Les bâches sont généralement disposées au fond du court afin que l'on puisse les dérouler rapidement.
Badge d'argent
C'est le nom de la qualification des arbitres internationaux, obligatoire pour arbitrer les tournois challenger ATP et ITF. Il y en a pour les arbitres de chaise, les juges-arbitres et les chefs des arbitres.
Badge d'or
C'est le nom de la qualification des arbitres internationaux, obligatoire pour arbitrer les finales des tournois ATP et WTA. Il y en a pour les arbitres de chaise, les juges-arbitres et les chefs des arbitres.
Bagel
Voir roue de bicyclette
Ball clip
Accessoire en matière plastique que le joueur ou la joueuse accroche à la ceinture de son short ou sa jupe pour avoir une deuxième balle rapidement à portée de main. Ce système permet de pallier l'absence de poche.
 Balle

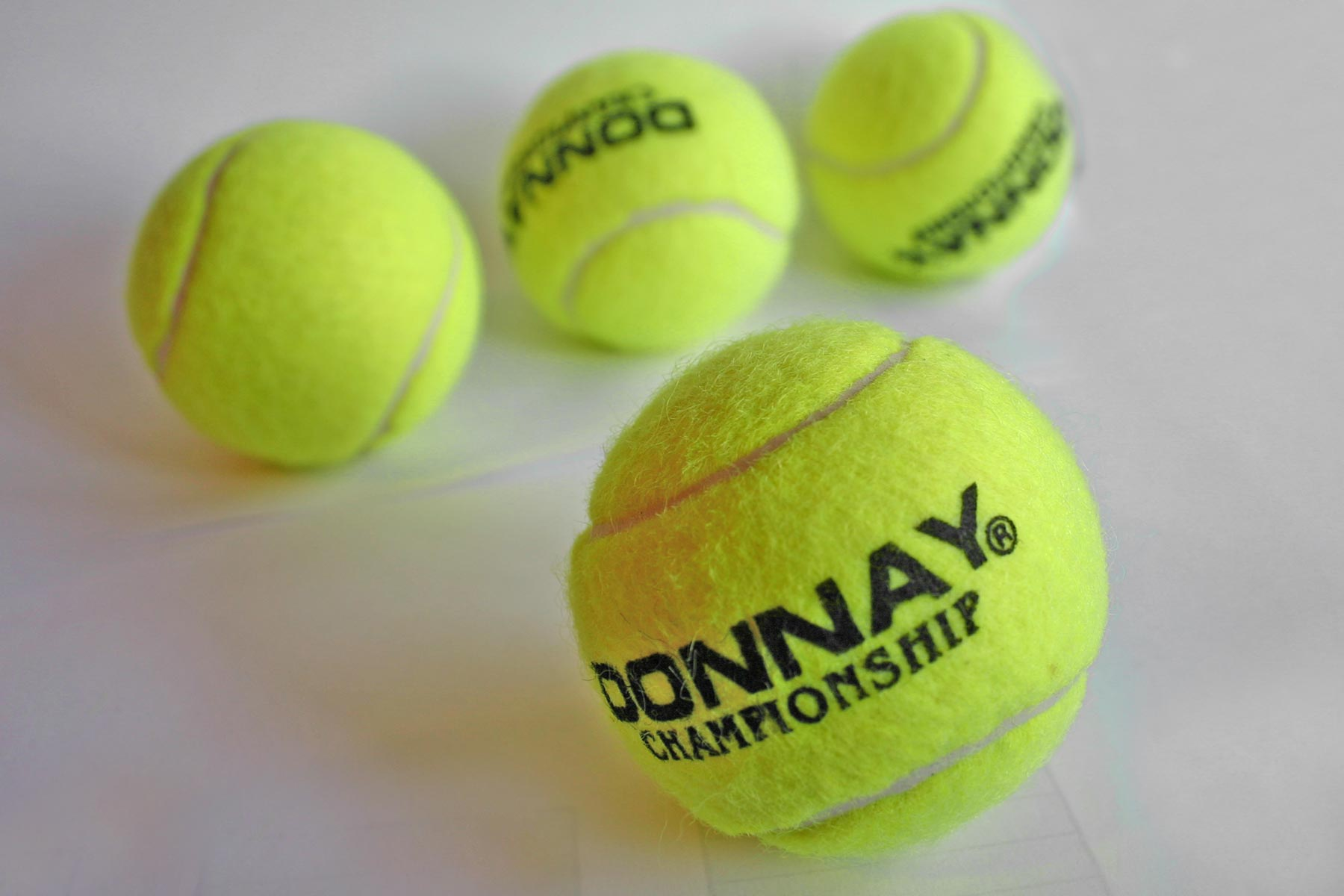
Balles de tennis.

 Projectile renvoyé par les joueurs et le coup délivré pour renvoyer la balle. On parle de balle bonne quand elle retombe dans les limites du court, et de balle faute quand elle tombe hors des limites du court.
 Balle de match ou balle de partie
Point à jouer offrant le gain de la rencontre au joueur menant au score. Consécutives, on parle de « double » ou de « triple » balle de match. Les expressions balle de set, balle de jeu et balle de break sont également très utilisées. Ces expressions ne sont pas annoncées par l'arbitre de chaise mais peuvent l'être par les commentateurs et journalistes sportifs.
 Balle parachute (ou moonball en anglais)
Terme parfois péjoratif qui désigne un coup peu risqué qui passe largement au-dessus du filet. Ce type de frappe est généralement employé pour briser le rythme d'un échange et pour avoir davantage de temps pour le replacement.
Banana Shot
Désigne un coup dont l'effet donne à la balle une trajectoire incurvée (qui rappelle la forme de la banane) et qui est notamment utilisée dans les passing-shot puisque la trajectoire de la balle permet de contourner le joueur au filet. Rafael Nadal en est l'un des meilleurs spécialistes,.
Bande du filet
Partie supérieure du filet, haute de 10 à 13 cm et blanche. C'est cette bande que la balle touche lors d'un let.
Bois
Voir coup boisé
Blanc
Voir jeu blanc
Blanchir la ligne
Expression employée lorsqu'une balle touche une ligne au cours d'un échange. La plupart du temps sur un court en terre battue, une balle qui rebondit sur une ligne retire la terre déposée à l'endroit de l'impact. La ligne est par conséquent « blanchie ». Par extension, cette expression est également utilisée lors des matchs se déroulant sur d'autres surfaces.
Boxing tennis
Expression inventée par le commentateur et ancien joueur de tennis Patrice Dominguez, pour qualifier un joueur de fond de court qui frappe le plus fort possible tous ses coups et qui, en quelque sorte, met KO ses adversaires.
 Break ou bris (de service) ou brèche
Un break est réalisé lorsqu'un joueur gagne un jeu alors qu'il est receveur. On dit alors qu'il a « pris le service » de son adversaire. Il donne un avantage certain au joueur qui le réalise. On parle de double break lorsqu'un joueur a réalisé deux breaks. Par extension, on dit qu'un joueur a un break d'avance lorsqu'il a réalisé un break dans le set. On dit qu'un joueur confirme son break s'il remporte son jeu de service juste après avoir réalisé un break.
Il s'agit cependant d'une simplification de langage des commentateurs sportifs, car il n'y a réellement de break que lorsque le gain du service de l'adversaire se traduit par une avance de deux jeux. Il n'y a pas de break du seul fait de prendre le service de son adversaire mais uniquement si, compte tenu du décompte des jeux dans le set, ce gain se traduit par un double avantage. On ne confirme donc pas réellement un break.
Durant un tie-break (jeu décisif, en français), on parle de "mini-break" lorsque le relanceur marque un point sur le service de son adversaire.
Break blanc, un bris blanc ou une brèche blanche
Voir jeu blanc
Bris d'égalité
Voir jeu décisif
Brosse-pied
Matériel permettant de débarrasser les chaussures d'un joueur de la terre battue qui s'y est collée. Ce matériel est parfois utilisé aux abords de certains gymnases pour veiller à l'absence de caillou sous la semelle avant d'entrer sur une surface synthétique en indoor, afin d'éviter de l'abîmer.
Bûcheron
Voir cogneur
 Bye ou une Exemption
Faveur octroyée, dans certains tournois, aux têtes de série les mieux classées qui se voient dispensées de disputer le premier tour.

## C
Cadre
Partie de la raquette qui délimite le tamis.
Carré de service
Surface presque carrée située devant le filet. Il en existe quatre sur un court. La balle du service doit nécessairement y rebondir pour être valable. Les lignes qui l'entourent sont réputées faire partie de cette surface ; une balle atterrissant sur l'une de ces lignes est donc considérée comme bonne.
Chaise d'arbitre
Chaise surélevée permettant à l'arbitre principal (appelé arbitre de chaise), assis à environ deux mètres du sol, de mieux voir le jeu. La chaise est placée au niveau du filet et on y accède par un petit escalier ou une échelle.
Challenge

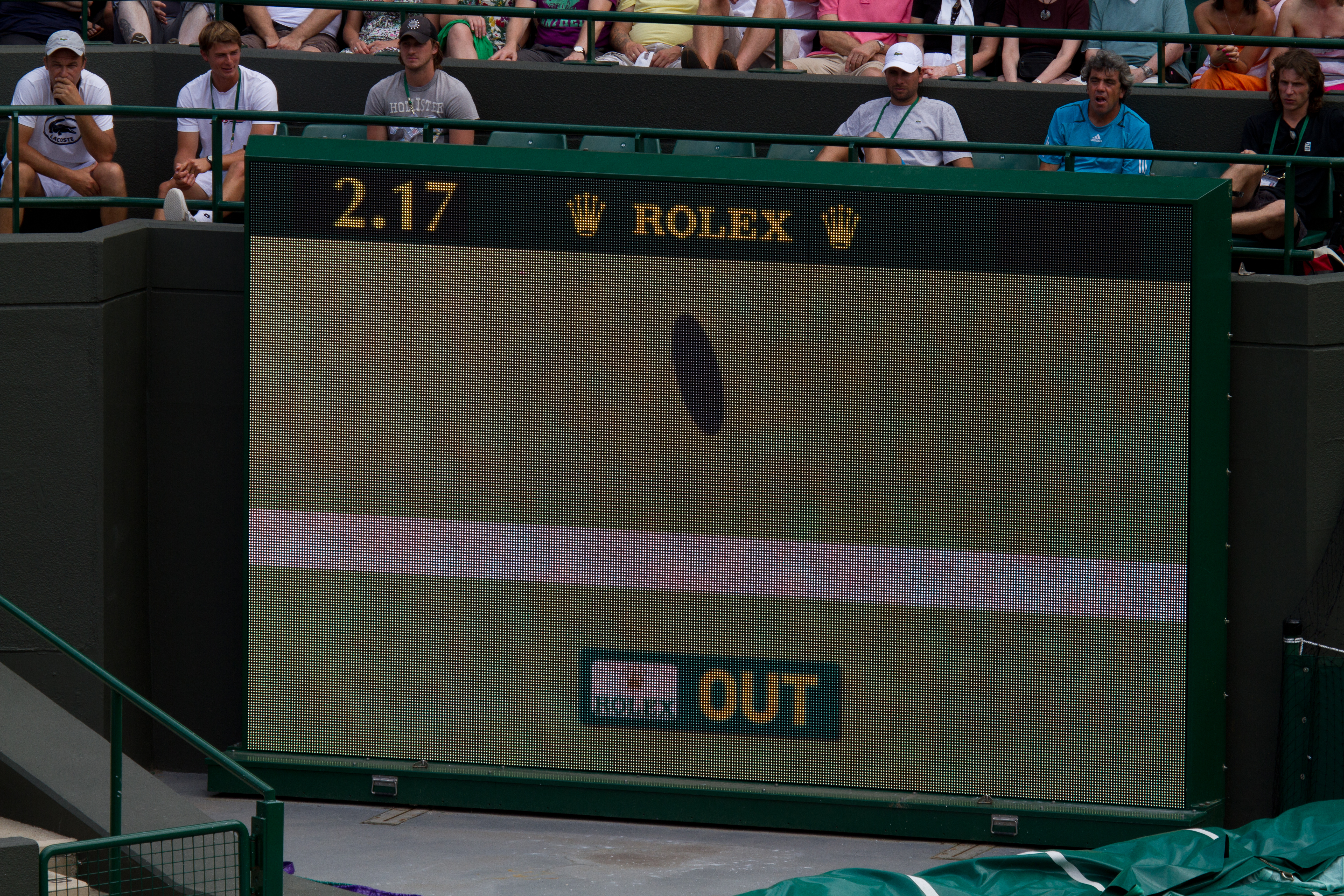
Écran montrant le résultat négatif d'un challenge, lors du tournoi de Wimbledon.

 Terme anglais (on parle de "contestation" en français) pour désigner la demande faite par un joueur ou un arbitre d'utiliser le Hawk-Eye pour déterminer le vainqueur d'un point lors des tournois sur dur ou sur gazon. Chaque joueur bénéficie de trois challenges par set et d'un challenge supplémentaire en cas de tie-break.
Le système Hawk-Eye n'est disponible que sur les épreuves des circuits ATP et WTA ; les circuits Challenger ou Future en sont dépourvus.
Sur terre battue, c'est à l'arbitre de chaise d'examiner la marque laissée par la balle sur le sol afin de déterminer qui a gagné le point contesté.
 Challenge round
Le challenge round (« tour du défi » en français) est la finale d'un tournoi pour laquelle le champion de l'année précédente est directement qualifié (donc sans devoir jouer un seul autre match). Il se voit alors opposé au gagnant de la finale all comers final (« finale du tout-venant » en français) d'un tableau à élimination directe préalablement disputé. Ce système était notamment en vigueur pour les premières éditions du tournoi de Wimbledon, de l'US National Championship (actuel US Open) et du tournoi de Hambourg, à la King's Cup ainsi qu'en Coupe Davis jusqu'en 1972.
 Challenger
Circuit secondaire professionnel masculin géré par l'ATP. Le terme peut également qualifier un joueur qui ne part pas favori dans une rencontre (synonyme de outsider).
Chandelle
Coup, souvent involontaire, où la balle suit une trajectoire bombée avec peu de vitesse. Il est souvent peu dangereux pour l'adversaire. Lorsque l'adversaire est au filet et qu'un coup similaire est volontaire, on parle plus souvent de lob.
Chanfrein
Voir manche
Changement de balles
Phase d'un match durant laquelle toutes les balles usagées sont remplacées par des balles neuves. Chaque tournoi détermine, dans son règlement, le nombre de jeux durant lesquels les balles sont utilisées. Dans tous les cas, le changement intervient au terme d'un nombre impair de jeux, afin que ce ne soit pas toujours le même joueur qui bénéficie de balles neuves en servant. C'est l'arbitre de chaise qui annonce le changement de balles et ce sont les ramasseurs qui procèdent au remplacement.
 Changement de côté(s)
Phase d'un match durant laquelle les joueurs changent de côté de terrain, après tous les jeux impairs de chaque set et tous les six points lors d'un tie-break. Sauf pendant les tie-breaks, les joueurs bénéficient de 90 secondes pour s'asseoir et se reposer. Ils en profitent pour s'alimenter, se désaltérer, changer de matériel, etc. S'ils font appel à un kinésithérapeute ou un médecin, le temps d'arrêt peut se voir allonger. L'arbitre de chaise annonce la fin de la pause : “Reprise” ou “Time”. Dans certains tournois, les joueurs ont la possibilité, au cours du changement de côté intervenant à la fin de chaque set, de faire appel à leur entraîneur.
 Chip and Charge
Désigne un enchaînement offensif en tennis. Il consiste à tirer un revers chopé puis à monter directement au filet. Cette tactique est généralement plus efficace sur gazon où la balle a un rebond peu important. Cette caractéristique est accrue par l'effet chopé imprimé à la balle qui complique la possibilité pour le joueur adverse de tirer un passing-shot ou un lob dans de bonnes conditions.
 Chop ou coup chopé
Un chop (du verbe anglais "to chop", découper), ou chip (du verbe anglais "to chip", débiter), est un effet imprimé à la balle afin que sa rotation soit dans le sens contraire de son déplacement. La balle a une trajectoire relativement rectiligne et est freinée au moment du rebond. Lorsque l'effet est très prononcé, la balle peut partir vers l'arrière après le rebond (effet rétro). Ce type d'effet est fréquemment utilisé pour la réalisation des amorties et de coups d'attente qui sont alors difficilement attaquables par l'adversaire. Il est en revanche très rarement utilisé pour des coups d'attaque en vue de gagner immédiatement le point. Steffi Graf était connue pour employer quasi systématiquement cet effet côté revers. L'effet inverse est le lift.
Depuis le milieu des années 2000, on parle plus souvent de coups slicés pour désigner ces frappes de balle, même quand elles sont dépourvues d'effet latéral.
Le terme "chop" est entré en désuétude.
Circuit
Ensemble des tournois disputés à un niveau donné (ATP, WTA, Challenger…). On parle de circuit masculin ou féminin pour désigner l'ensemble des tournois professionnels.
 Classement protégé (PR)
Faveur accordée au cas par cas par l'ATP ou la WTA. Ce système permet à un joueur ou une joueuse de bénéficier, durant une période transitoire, de son ancien classement technique à son retour d'une longue période d'absence pour cause de blessure. Le joueur peut ainsi entrer directement dans les tableaux sans passer par les qualifications grâce à ce statut. Il ne s'agit toutefois pas de son vrai classement technique, qui continue à être calculé et qui entre pleinement en vigueur à la fin de la période transitoire. Dans les tableaux des tournois, ce statut est indiqué par le sigle PR (abréviation de l'expression anglaise « protected rank »).
Classement technique ou classement de référence
Système de classement des joueurs et des joueuses adopté depuis le début de l'ère Open. Il est basé sur les performances établies les douze derniers mois et est mis à jour chaque semaine, en général le lundi. Ce classement est utilisé pour déterminer les joueurs qui entrent directement dans le tableau final d'un tournoi sans passer par les qualifications et pour désigner les têtes de série.
Coach
Voir entraîneur
 Cogneur
Joueur qui, de façon régulière, frappe puissamment dans la balle afin de réaliser un maximum de points gagnants ou de provoquer des fautes de son adversaire.
Continentale
Voir prise marteau
Contre-amortie
Coup amorti réalisé en réponse à une amortie.
 Contre-pied
Un joueur est pris à contre-pied lorsqu'il reçoit une balle du côté opposé à son sens de déplacement. Il a alors peu de chances de toucher la balle. Par extension, on parle de contre-pied pour désigner un coup qui prend à contre-pied un joueur.
 Contre-break, débreak, contre-bris ou contre-brèche
break réalisé par un joueur lui-même déjà mené par au moins un break.
 Cordage
Ensemble des cordes qui constitue le tamis. Elles peuvent être en boyau naturel ou en matière synthétique et sont tendues parallèlement aux axes de symétrie du cadre de la raquette. La tension choisie varie en fonction du jeu et des sensations du joueur, mais aussi en fonction des conditions climatiques (température, humidité) si le cordage est en boyau naturel. Plus la tension est faible, plus l'élasticité est forte et permet un renvoi plus rapide de la balle mais un contrôle plus difficile de la trajectoire.
 Couloir
Zones se situant sur les parties latérales du court. Une balle qui tombe dans le couloir durant un échange est jugée faute en simple et bonne en double.
 Coup
Action de frapper la balle avec la raquette.
Coup amorti
Voir amorti
 Coup boisé
Coup involontairement frappé avec le cadre de la raquette (autrefois en bois). Généralement, un tel coup envoie la balle en hauteur et/ou en dehors des limites du terrain. On utilise aussi l'expression « faire un bois ».
 Coup d'approche
Coup réalisé en préparation à une montée au filet.
Coup de débordement
Coup souvent puissant et joué près des lignes qui met en difficulté l'adversaire.
 Coup droit

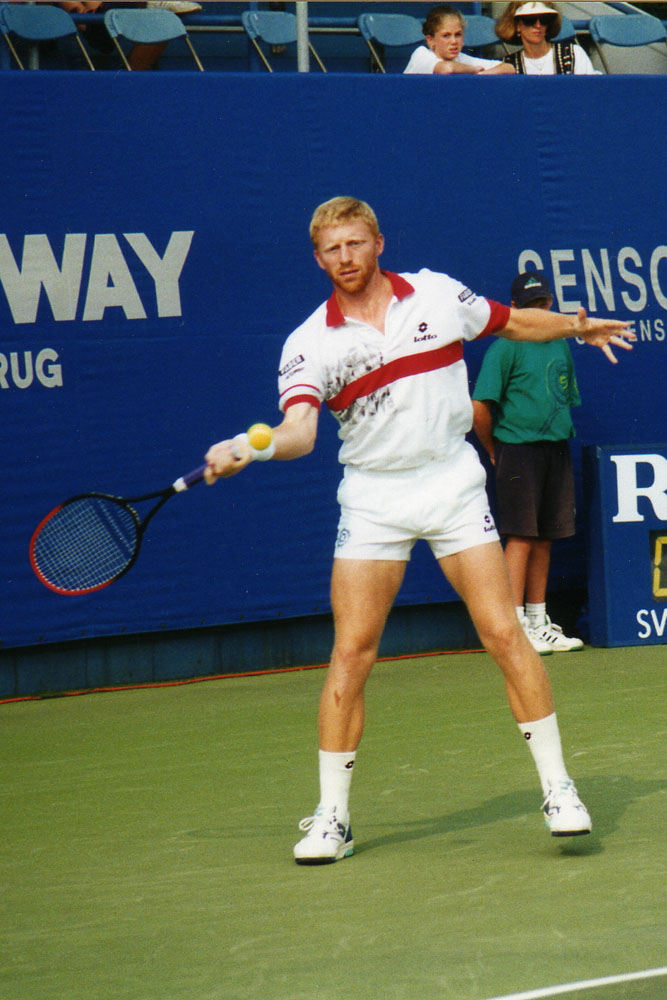
Coup droit de Boris Becker.

 Coup effectué bras ouvert, du côté de la main qui tient la raquette. De rares joueurs effectuent leur coup droit avec une prise à deux mains, tels deux anciens numéros un mondiaux (Pancho Segura et Monica Seles). Cette prise demeure plus usitée sur le circuit féminin.
Coup d'écrasement
Voir smash
Coup en touché
Coup judicieux où la précision a été privilégiée à la puissance.
 Coup gagnant
Voir point gagnant
 Coup plat ou coup à plat
Coup sans effet, très pratiqué dans les années 1970 et 1980 par les Américains.
Coupe de la Fédération
Voir Fed Cup
Coupe Davis
Compétition masculine annuelle par équipes nationales.
 Court

Court de tennis schématisé.

 Terrain de tennis. Le tennis ayant été inventé en Angleterre (même s'il trouve son origine dans le jeu de paume français, et lui emprunte certains termes, comme "love", en référence à "l'œuf", pour désigner le score nul d'un joueur pendant un jeu), les dimensions d'un court de tennis ont été initialement exprimées en yards, pieds et pouces.
Ainsi, le filet doit, en son point central (au niveau de la sangle de retenue) culminer à 0,914 m au-dessus du sol, soit un yard, ou trois pieds.
 Crocodile
Terme péjoratif employé pour désigner un joueur ayant l'habitude de jouer loin derrière sa ligne de fond en renvoyant des balles liftées et d'attendre la faute de son adversaire (à l'inverse de l'attaquant de fond de court). Il est communément utilisé pour qualifier les spécialistes exclusifs de terre battue. Les termes rameur ou limeur, plus négatifs encore, sont également usités.
 Croisé
Coup exécuté dans la diagonale du court, qui est la plus longue distance que peut parcourir une balle sur le court, ou selon une ligne à peu près parallèle à la diagonale (par exemple lors d'une volée croisée).
Cuillère
Voir service à la cuillère

## D
Débreak
Voir contre-break
Decoturf
Surface synthétique très rapide, notamment utilisée à l'US Open.
Dehors
Voir faute
 Demi-volée
Coup effectué juste après le rebond de la balle, le plus souvent au milieu du court.
Deuce
Voir égalité
Deuxième balle ou deuxième service
Voir seconde balle
Deuxième semaine
On parle de deuxième semaine quand un joueur atteint au moins les huitièmes de finale d'un tournoi du Grand Chelem (même si les premiers matchs des huitièmes de finale sont généralement joués le dimanche de la première semaine).
Deux sets gagnants
Voir meilleur des trois sets
Disqualification
Voir scratch
 Dotation
Somme des gains des joueurs participant à un tournoi.
 Double

Anna Kournikova et Martina Hingis lors d'un match de double.

 Match entre deux équipes de deux joueurs, chaque équipe étant de part et d'autre du filet. On parle de double dames, de double messieurs ou de double mixte.
 Double faute
Un joueur réalise une double faute lorsque deux services consécutifs (sans qu'un point soit initié) ne sont pas valables. Le point est alors automatiquement donné à l'adversaire.
 Double mixte
Match de double dans lequel chaque équipe comprend une joueuse et un joueur. Hors exhibition, seuls les tournois du Grand Chelem, la Coupe Hopman et le tournoi olympique (depuis 2012) proposent des matchs de double mixte.
Doublé
Annonce faite par l'arbitre lorsque le joueur joue une balle qui a déjà rebondi deux fois, donc considérée comme n'étant plus en jeu.
Drive
Anglicisme parfois utilisé pour désigner un coup droit joué en longueur.
Dunk
Terme emprunté au basket-ball pour désigner un smash effectué les deux pieds décollés du sol. Pete Sampras était un adepte de ce coup rare, spectaculaire et risqué.
Dur
Terme générique utilisé pour désigner les surfaces dures, par opposition à la terre battue et au gazon. Les courts en dur sont en ciment ou en matière synthétique.

## E
Échange
Couple de coups exécuté par les joueurs. Par extension, il peut désigner l'ensemble des coups réalisés pendant un point.
Eastern
Voir prise eastern
 Effet
Rotation de la balle. Selon son sens, l'effet est qualifié de lifté, coupé, slicé ou kické. Un coup sans effet est dit à plat. Un effet peut modifier substantiellement la trajectoire d'une balle alors soumise à un effet Magnus.
Effet coupé
Voir chop
Effet kické
Voir kick
Effet lifté
Voir lift
Effet slicé
Voir slice
Effet rétro
Effet coupé très prononcé en conséquence duquel la balle part en arrière après le rebond
 Égalité (en anglais deuce)
Terme utilisé lorsque les joueurs sont à égalité à 40 partout. En ce cas, l'arbitre de chaise annonce « égalité » (et non pas 40-A).
 Ère Open
Période débutée en 1968, à laquelle les joueurs amateurs et professionnels ont été autorisés à disputer les tournois du Grand Chelem contre rémunération
 Entraîneur ou coach

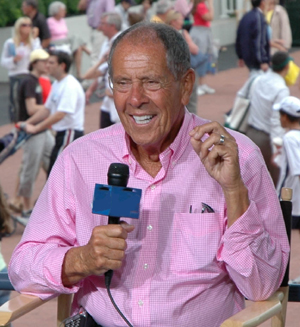
Nick Bollettieri, célèbre entraîneur de tennis

 Personne qui entraîne un joueur ou une équipe. Dans la plupart des tournois professionnels, les entraîneurs ne sont pas autorisés à communiquer avec leur joueur. La Coupe Davis et la Fed Cup font figure d'exceptions.
Épicondylite
Voir tennis elbow
Exemption
Voir bye
 Exhibition
Match sans enjeu disputé en marge du circuit professionnel dans un but événementiel. Parmi les exhibitions connues, on peut citer la bataille des sexes opposant Billie Jean King et Bobby Riggs en 1973 ou la bataille des surfaces entre Roger Federer et Rafael Nadal en 2007 (gazon d'un côté du filet, terre battue de l'autre).

## F
Facette
Voir manche
 Faute
Une balle est annoncée faute lorsqu'elle rebondit en dehors des limites du court. Le point est alors perdu. Lors du service, la balle est annoncée faute si elle rebondit en dehors du carré de service situé de l'autre côté du filet dans la diagonale. Lorsqu'une balle est faute, le juge de ligne annonce faute, dehors ou encore out.
Faute directe
Coup manqué (dans le filet ou annoncé faute) par un joueur sans que celui-ci y ait été contraint. Il s'agit d'un coup apparemment facile à réaliser. Le décompte des fautes directes est partiellement subjectif, à l'appréciation et au jugement de l'observateur.
 Faute de pied
Une faute de pied est commise lorsqu'un pied du serveur mord la ligne de fond, avant qu'il ait frappé la balle. Elle est signalée par un juge de ligne.
 Faute provoquée
Coup manqué (dans le filet ou annoncé faute) par un joueur sous la contrainte de son adversaire. Le décompte des fautes provoquées, comme celui des fautes directes, est partiellement subjectif.
 Fed Cup (Coupe de la Fédération jusqu'en 1994)
Compétition féminine annuelle par équipe nationale
 Filet
Élément délimitant les deux parties du court, tendu entre deux poteaux. Un joueur n'est pas autorisé à le toucher durant l'échange, ni avec une partie du corps, ni avec la raquette, au risque de perdre le point. voir aussi let
FIT ou Fédération internationale de tennis
Voir ITF.
Finale du tout-venant
Voir Challenge round.
 Forfait
Voir walk over.
Frappe
Voir coup.
 Future
Circuit professionnel secondaire, géré par l'ITF, de niveau inférieur au circuit Challenger pour les hommes, et équivalent de ces Challenger pour les femmes : voir circuit féminin de l'ITF

## G
Gazon ou herbe

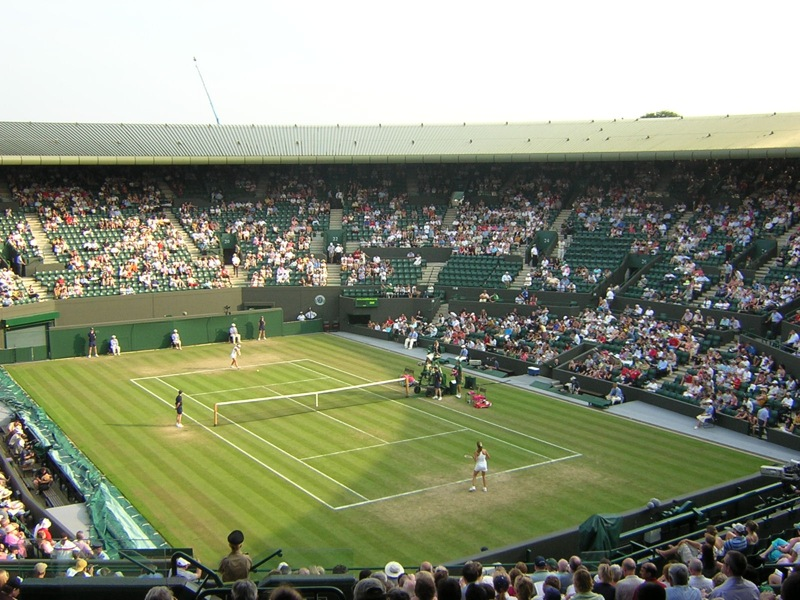
Wimbledon, le plus célèbre des tournois joués sur gazon

 Surface sur laquelle se dispute notamment le tournoi de Wimbledon. C'est une surface dite rapide sur laquelle le rebond des balles est bas et qui était très en vogue jusque dans les années 1970. L'Open d'Australie s'est disputé sur herbe jusqu'en 1985. Comme pour le football, il existe aussi des terrains en gazon synthétique.
Glissade
Technique de déplacement employée surtout sur terre battue pour réaliser des coups en bout de course
 Grand Chelem
Désigne les quatre tournois les plus importants de la saison : l'Open d'Australie, Roland-Garros, Wimbledon et l'US Open. On dit qu'un joueur réalise un Grand Chelem lorsqu'il remporte tous les tournois la même année. En simple, depuis l'ère Open, seuls Rod Laver chez les hommes, Margaret Smith Court et Steffi Graf chez les dames ont réalisé cet exploit. Lorsqu'une personne parvient à gagner les quatre tournois d'affilée à cheval sur deux ans, on parle parfois de Grand Chelem mais il est considéré comme moins prestigieux et on précise généralement « sur deux années ».
GOAT
Anglicisme, acronyme de « Greatest of All Time », soit « le plus grand de tous les temps » (sous-entendu : le plus grand joueur) ; terme fréquemment employé dans les forums Internet dédiés au tennis.
Golden Grand Chelem (ou Golden Slam)
Désigne la victoire des 4 tournois du Grand Chelem sur la même année en plus des Jeux Olympiques. Seule Steffi Graf l'a réussi en 1988.
 Grand tableau
Désigne les tours d'un tournoi disputés après la phase de qualification (du premier tour jusqu'en finale).
Greenset
Surface rapide en ciment
 Grip
Matière synthétique recouvrant le manche de la raquette afin de permettre une meilleure prise. Lorsqu'il est usé, on peut le recouvrir d'un sur-grip.
 Grunting
Anglicisme : terme parfois utilisé pour désigner les « cris » ( « grunts »), souvent comparables à des rugissements,  poussés par certains joueurs au moment de frapper la balle.

## H
Hawk-Eye (littéralement « œil de faucon »)
Système d'assistance-vidéo à l'arbitrage utilisé sur les circuits professionnels de tennis ATP et WTA. Il permet l'utilisation des challenges.
Herbe
Voir gazon
Heureux perdant
Voir lucky loser
Hospitalité
Tournoi dont les frais d'hébergement sont pris en charge par l'organisation. (Abrégé après la dotation d'un tournoi en +H)

## I
Indoor
Terme anglais utilisé pour désigner un tournoi se jouant en intérieur (en salle)
International Series
Tournois de l'ATP Tour, moins prestigieux que les tournois du Grand Chelem et que les Masters Series
Invitation privilégiée
Voir wild card
 ITF
Fédération internationale de tennis (sigle anglais de International tennis federation). Elle gère l'organisation des tournois du Grand Chelem, de la Coupe Davis, de la Fed Cup, de la Coupe Hopman, des tournois Challenger, Future et Satellite. Le sigle ITF désigne aussi le circuit secondaire professionnel féminin (équivalent du Challenger sur le circuit masculin).

## J
Jeu
Désigne un ensemble de points disputés. Le premier joueur à gagner au moins quatre points avec deux points d'écart remporte le jeu. Pendant un jeu, c'est toujours le même joueur qui sert, sauf en cas de jeu décisif. Lors du jeu suivant, c'est à l'autre de servir, et ainsi de suite. Un set est gagné par un joueur s'il atteint le nombre de 6 jeux avec deux jeux d'écart ou s'il gagne le jeu décisif lorsque cette règle est appliquée.
 Jeu blanc
Jeu durant lequel un joueur n'a réussi à gagner aucun point. Un jeu blanc ne comprend donc que quatre points. Il est le plus souvent l'œuvre du serveur. On parle aussi de break blanc (bris blanc ou brèche blanche) lorsqu'un joueur réalise un jeu blanc sur le service de son adversaire.
 Jeu de jambe(s)
Habilité d'un joueur à allier la vitesse, la précision et la combinaison des pas exécutés.
 Jeu décisif, tie-break ou bris d'égalité
Jeu particulier départageant les joueurs à la fin d'un set lorsque le score est de 6-6. Le premier joueur à remporter au moins sept points (cinq dans les tournois féminins de 1976 à 1982) avec deux points d'écart remporte le set. Dans les matchs se déroulant au meilleur des cinq manches, la dernière manche ne comporte pas de jeu décisif (sauf à l'US Open) et en cas d'égalité à 6-6, le match continue et le vainqueur est le premier des joueurs à obtenir une avance de deux jeux d'écart (exemple : 8-6, 18-16 ou 70-68). Cette règle a aussi cours dans les matchs au meilleur des trois sets du tournoi olympique de tennis en cas de troisième manche décisive.
Jeu, set et match
Phrase prononcée par l'arbitre de chaise pour signifier la victoire d'un des joueurs, et donc la fin de la rencontre.
 Joueur (joueuse) de tennis ou tennisman et tenniswoman (ces deux termes sont des faux anglicismes)
Tout individu pratiquant ce sport, à titre amateur (sans percevoir de rémunération) ou professionnel (contre rétribution).
 Jouer long
S'applique à un joueur qui envoie des balles bonnes proches de la ligne de fond. Voir aussi longueur de balle
 Juge-arbitre
Arbitre général d'un tournoi, auquel l'arbitre de chaise fait appel en cas de problème ou litige particulier. Dans beaucoup de tournois amateurs, il s'agit du seul arbitre car les joueurs s'auto-arbitrent.
Juge de chaise
Voir arbitre de chaise
Juge de filet
Arbitre placé à hauteur du filet et qui annonce le let lors du service. Selon les tournois et les époques, il peut être remplacé par un système de détection automatique ou par l'arbitre de chaise lui-même.

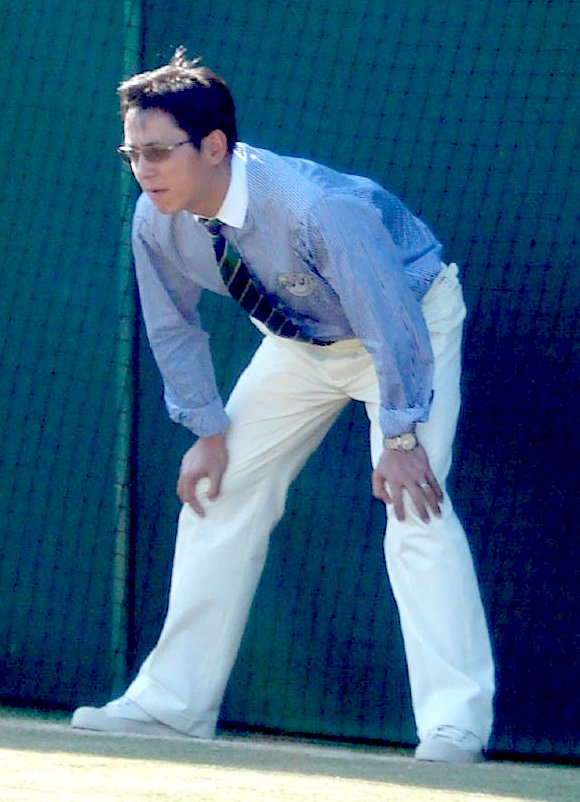
 Juge de ligne
 Arbitre placé en marge du court et dont la tâche est de vérifier si la balle rebondit dans le court ou non. L'un d'eux a également pour rôle de vérifier les fautes de pied lors du service. Selon les tournois et les époques, le nombre de juges de ligne peut varier entre sept et neuf : deux pour les lignes de fond, quatre pour les couloirs, un pour la ligne de service (qui change de côté tous les deux jeux, en décalé par rapport au changement de côté des joueurs) et éventuellement deux pour la ligne médiane lors du service (leur rôle peut être endossé par un juge de couloir qui se place vers la ligne médiane puis se déplace vers son couloir une fois le service effectué ; on parle alors de "moving"). Ces juges sont des assistants de l'arbitre de chaise, lequel a le dernier mot en cas de doute.
Junior Exempt ou Exemption Junior
Joueur ayant terminé la saison précédente dans le top 10 du classement mondial ITF Junior. Ce classement lui permet de participer directement au tableau final de 3 tournois sans passer par les qualifications. (Abrégé dans les tableaux en JE)

## K
Kick ou effet kické
Effet en principe proche du slice. Terme employé principalement pour qualifier un service comportant un très fort effet lifté. Cet effet est employé la plupart du temps lors du second service car il minimise le risque d'erreur tout en rendant la mise en jeu difficile à retourner. Il est le plus souvent employé pour les services de gauche à droite (chez les droitiers), ou de droite à gauche (chez les gauchers), afin de faire rebondir la balle haut, et vers l'extérieur du court, obligeant le relanceur à se déporter sur le côté, ouvrant ainsi tout le court au serveur pour placer son coup suivant.

## L
Lance-balles
Matériel automatique permettant à un joueur de s'entraîner seul sur un terrain. Le coût de ce matériel étant relativement élevé, une grande partie des joueurs amateurs s'entraînent face à un mur lorsqu'ils sont seuls.
Let ou Filet (ou parfois net)
Un service est annoncé let (du verbe anglais "to let", laisser) ou net (filet, en anglais) lorsque la balle touche la bande du filet sans être faute. Le joueur est alors invité à refaire un service. L'arbitre peut également annoncer let au cours d'un point dans des cas bien spécifiques (balle qui tombe de la poche d'un joueur, un cri dans le public gênant les joueurs…). Le point est alors à rejouer.
 Lift ou coup lifté
Un lift est un effet imprimé à la balle afin que sa rotation soit dans le sens de son déplacement. Une balle liftée a une trajectoire bombée et prend de la vitesse au moment du rebond. L'effet lifté est très efficace sur terre battue car la surface est particulièrement sensible aux effets. Beaucoup de joueurs espagnols et sud-américains emploient cet effet dans la majorité de leurs frappes. Rod Laver et Björn Borg font partie des premiers champions à avoir utilisé très fréquemment l'effet lifté dans les échanges. Rafael Nadal est considéré comme l'un des meilleurs lifteurs des années 2000.
 Ligne
Bande blanche au sol, qui délimite le court et certaines zones de jeu. La largeur de la bande blanche fait partie de la zone qu'elle délimite ; c'est donc son bord extérieur qui est la limite effective de la zone. Les dimensions sont donc données bandes comprises selon les règles édictées par la Fédération internationale de tennis.
Il existe plusieurs types de lignes :
- Ligne de côté : ligne délimitant les couloirs. Au nombre de quatre (voire deux sur certains courts spéciaux ne comportant pas de couloirs), elles mesurent 23,77 m.
-  Ligne de fond : ligne délimitant le fond du court. Au nombre de deux, elles mesurent 8,23 m en simple et 10,97 m en double.
- Ligne de service : ligne délimitant le fond des carrés de service. Au nombre de deux, elles mesurent 8,23 m et sont situées à 6,40 m du filet.
- Ligne médiane : ligne séparant les carrés de service. Perpendiculaire au filet, qu'elle traverse, elle mesure 12,80 m. Cette ligne est rappelée par un petit trait placé, dans son prolongement, sur les lignes de fond. Ce trait permet au joueur de se placer du bon côté pour servir.

Lob ou Chandelle
Coup réalisé par un joueur lorsque son adversaire est avancé dans le court (près du filet). Il consiste à faire passer la balle par-dessus l'adversaire tout en la gardant dans les limites du court. L'effet lifté est fréquemment employé pour l'exécution de ce coup car il permet d'accentuer l'angle de la trajectoire parabolique de la balle. Un lob trop court peut entraîner un smash de l'adversaire. Un lob peut être réalisé dans une optique offensive (en vue de gagner le point) ou en dernier recours lorsque le joueur est débordé. Dans ce dernier cas, le lob est exécuté dans l'urgence et est rarement efficace mais il a l'avantage de donner du temps pour le replacement.
 Long de ligne
Coup exécuté le long d'une ligne du couloir. C'est un coup particulièrement risqué car le filet est plus haut sur les côtés du court, et la balle a moins de distance à parcourir que pour un coup décoché dans la diagonale du court. Il est souvent employé pour les passing-shots (coups de débordement lorsque l'adversaire se trouve au filet).
Longueur de balle
Caractérise une balle plus ou moins proche de la ligne de fond. On dit qu'un joueur trouve une bonne longueur de balle quand il remet des balles bonnes régulièrement proches de la ligne de fond.
Love
Terme utilisé en anglais pour dire zéro lors du décompte des points (30-0 est donc annoncé thirty-love).
Lucky loser (littéralement « Perdant chanceux ») ou repêché
Joueur qui a perdu pendant les qualifications mais qui profite du désistement d'un autre joueur pour disputer la phase finale d'un tournoi. (Abrégé dans les tableaux en LL).

## M
Manche (une)
Mot français utilisé pour traduire set.
Manche (un)
Terme désignant la partie de la raquette qui est tenue par le joueur. La manière dont est positionnée la paume sur les différents côtés du manche détermine la prise de raquette. Le manche est de forme octogonale irrégulière et on différencie trois types de côtés: deux facettes, situées en haut et en bas lorsqu'on tient la raquette en position de jeu; deux méplats, côtés les plus larges à droite et à gauche; quatre chanfreins, liant les facettes aux méplats.
Manchette
Voir poignet
Marteau
Voir prise marteau
Masters
Tournoi particulier réunissant les meilleurs joueurs du monde. Il est disputé sur le circuit féminin et masculin en fin de saison, en simple et en double.
Masters Series
Tournois les plus importants sur le circuit masculin après les tournois du Grand Chelem. Au nombre de dix, ils ont changé de nom à partir de la saison 2009 pour devenir les Masters 1000. La mention 1000 est en rapport avec le nombre de points ATP remportés par le vainqueur de cette catégorie de tournoi.
Certains de ces Masters 1000 sont dits "combined" (mixtes, en anglais) lorsqu'un tableau féminin et masculin y est organisé durant la même période ; dans certains cas (Masters 1000 du Canada, par exemple), les tableaux masculin et féminin sont organisés sur deux semaines consécutives, le tableau masculin en premier, le plus souvent.
 Match ou Partie
Rencontre entre deux joueurs ou deux paires de joueurs. Parfois appelé rencontre en français, même si le terme peut avoir une autre signification dans les épreuves par équipe.
Matéflex
Surface synthétique. Il s'agit d'un assemblage de petits carrés en matière plastique, posés sur une dalle en béton. Cette surface est très glissante en cas de précipitations.
Meilleur des trois sets
Match dont le vainqueur est le premier à gagner deux sets. En 2025, tous les matchs du circuit féminin WTA et les matchs du circuit masculin ATP à l'exception des grands chelems se déroulent selon ce format.
Meilleur des cinq sets
Match dont le vainqueur est le premier à gagner trois sets. Tous les matchs de simple messieurs des tournois du Grand Chelem, de Coupe Davis et la finale du simple messieurs et du double messieurs du tournoi olympique se déroulent selon cette formule. Jusqu'en 2006-2007, la finale de la plupart Masters 1000, de la Masters Cup voire d'autres tournois secondaires se déroulaient au meilleur des cinq sets. Chez les femmes, seule la finale du Masters s'est déroulé sous ce format entre 1984 et 1998.
Méplat
Voir manche
Mini(-)break, Mini(-)bris ou Mini(-)brèche
Nom donné au gain d'un point sur le service adverse lors d'un jeu décisif, en référence au break, qui désigne le gain d'un jeu sur le service adverse.
Mini-tennis
Activité tennistique adaptée aux très jeunes enfants, avec un matériel et des exercices pédagogiques spécifiques. L'objectif est de permettre une initiation progressive et apporter un aspect ludique.

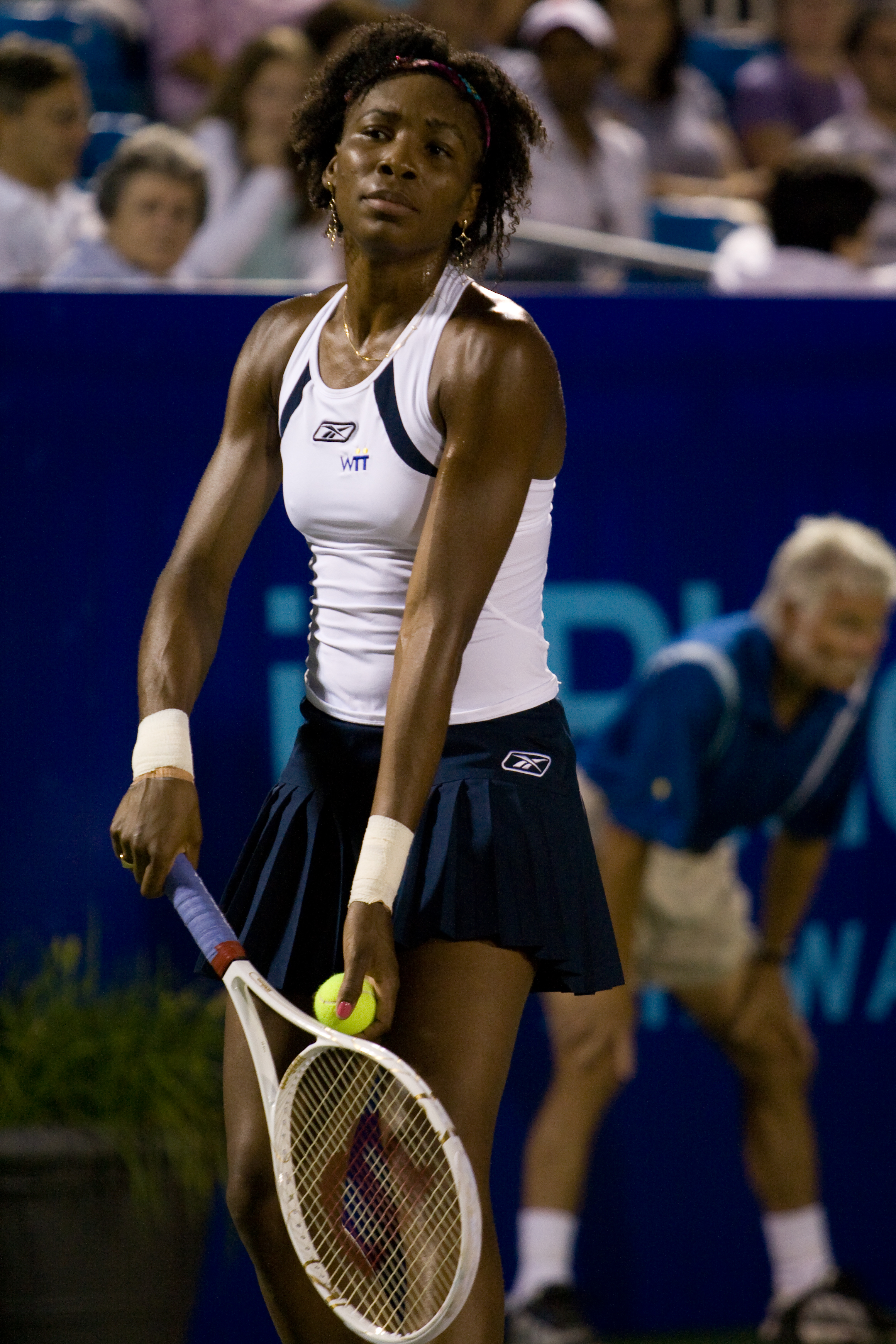
Venus Williams en préparation de sa mise en jeu

Mise en jeu
 Voir service
Mixte
Voir double mixte
 Moonball
Voir balle parachute
Monter en chaussettes
Montée au filet maladroite à la suite d'un coup d'approche peu efficace. Le joueur effectuant une montée en chaussettes s'expose à un passing-shot.
Monter au filet ou Monter à la volée
On dit qu'un joueur monte au filet ou à la volée lorsqu'il exécute une course vers l'avant en vue d'être au filet. Afin d'être efficace, une montée au filet doit être préparée par un coup difficilement attaquable pour l'adversaire pour l'empêcher de faire un passing-shot ou un lob dans de bonnes conditions. Généralement, il peut s'agir d'un coup de débordement, d'un coup près de la ligne de fond et/ou d'un coup avec un effet coupé.
Mur (d'entraînement)
Structure verticale, généralement en béton, permettant à un joueur de s'entraîner seul en frappant la balle en direction du mur. Une ligne blanche peut matérialiser le filet sur le mur. Il s'agit d'une alternative peu coûteuse au lance-balles.

## N
Net
Voir let

## O
Open
Voir ère Open
Out
Mot anglais utilisé pour annoncer une faute
Outsider
Voir Challenger
Over-ruler
Anglicisme à partir des mots over (par-dessus) et rule (règle). Ce verbe est utilisé pour désigner le privilège de l'arbitre de chaise. Celui-ci peut en effet contredire l'annonce d'un juge de ligne, soit en annonçant une faute non remarquée par un juge, soit, au contraire, en accordant un point annoncé faute ou en refaisant jouer le point s'il considère qu'un joueur aurait pu continuer l'échange.

## P
Paire

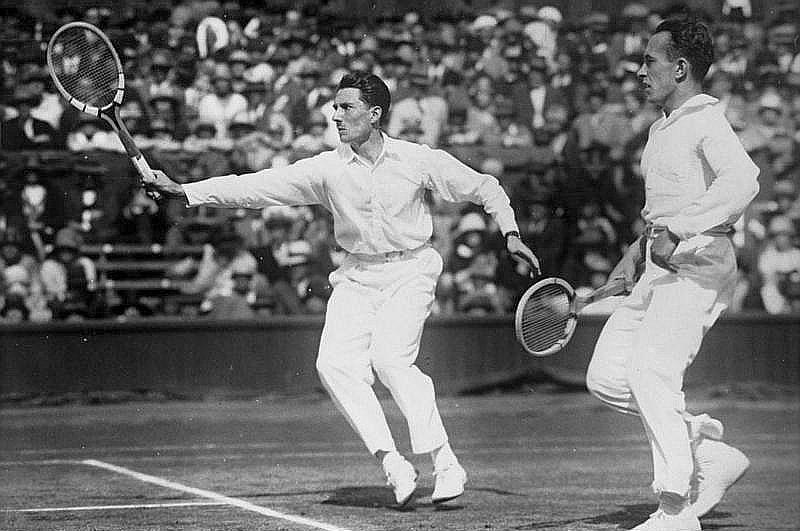
Paire de double formée par Jacques Brugnon et Henri Cochet

 Mot employé pour désigner une équipe de double
Partie
Voir match.
 Passing-shot, passing ou tir passant
Coup réalisé du fond du court par un joueur, lorsque son adversaire se trouve au filet, en vue d'obtenir un point gagnant. Il consiste à faire passer la balle sur la droite ou la gauche de l'adversaire présent au filet. Il est possible aussi de frapper fort, « sur l'homme » au risque de le toucher, ce qui n'est pas toujours apprécié par le joueur pris pour cible.
Passer
Exécuter un passing-shot. On dit qu'un joueur s'est fait passer s'il n'a pas pu toucher le passing-shot réalisé par son adversaire.
Petit Chelem
Un joueur réalise un Petit Chelem s'il remporte trois des quatre tournois du Grand Chelem la même année.
Phase finale
Voir grand tableau.
Phase de qualifications
Voir qualifications
Plat
Voir coup plat
Plexicushion
Surface synthétique dure utilisée entre autres sur les courts de l'Open d'Australie
Plongeon
Terme parfois utilisé pour parler d'une volée acrobatique où le joueur plonge littéralement afin de parvenir à renvoyer une balle trop éloignée. Les plongeons sont courants sur gazon, on en voit parfois sur terre battue, mais rarement sur surface dure.
Poignet (ou parfois manchette)
Large bracelet en éponge synthétique permettant au joueur de limiter la sueur sur les mains (qui gênerait la prise de raquette) et de s'essuyer le front.
 Point
Marque minimale du score attribuée au joueur à l'issue d'un ensemble d'échanges. Un point désigne également l'unité utilisée dans les classements techniques et Race. Les points sont attribués chaque semaine aux joueurs selon leurs performances et le prestige des tournois qu'ils disputent.
 Point gagnant ou coup gagnant
Au cours de l'échange, un joueur réalise un point gagnant lorsque son adversaire ne parvient pas à toucher la balle de sa raquette, ou qu'il ne parvient pas à la renvoyer dans le terrain.
Position d'attente

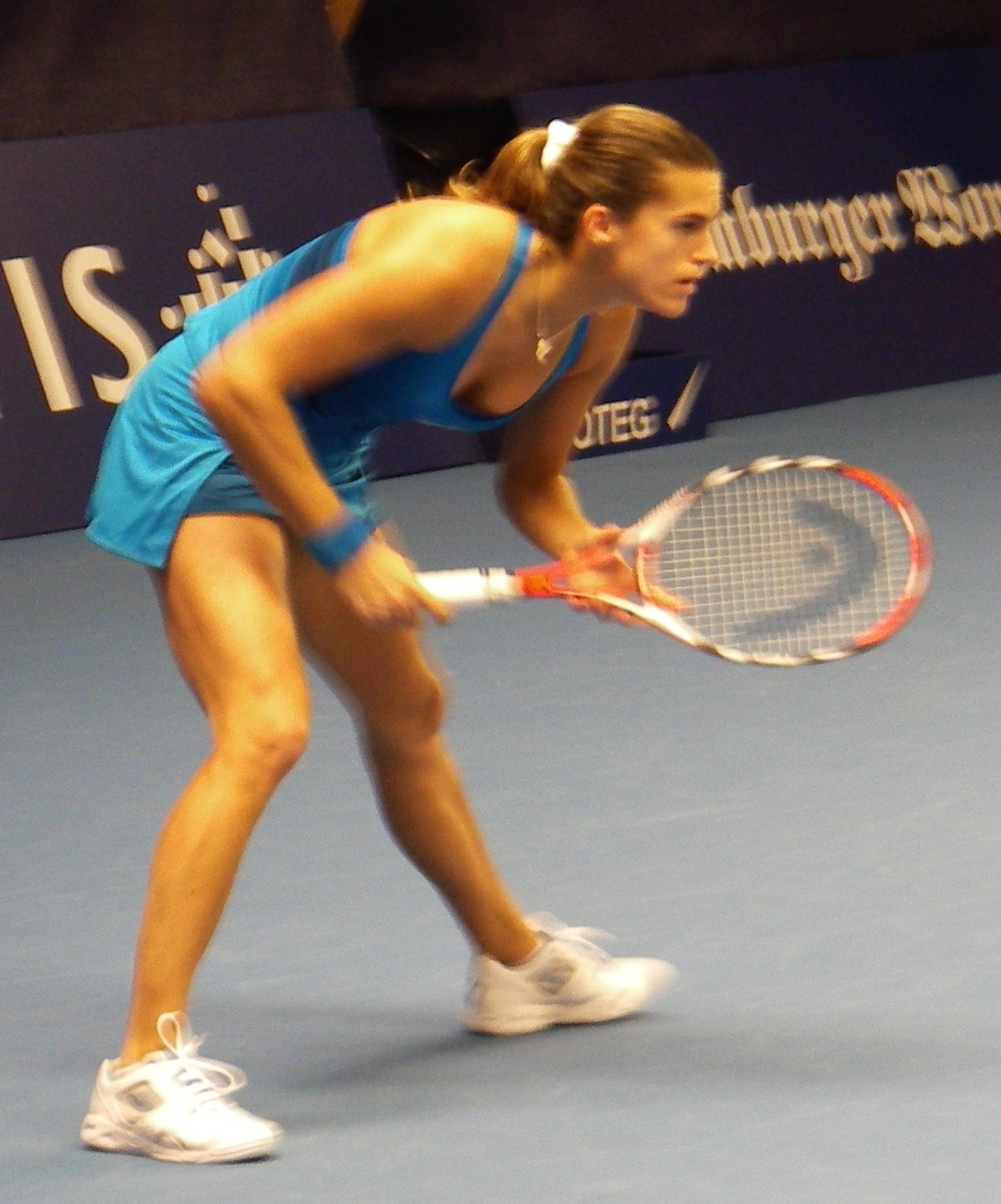
Amélie Mauresmo en position d'attente

 Attitude pré-dynamique que prend le joueur afin d'être vigilant et de réagir rapidement en fonction de la trajectoire de la balle. Le joueur a les genoux légèrement fléchis, les pieds écartés suivant la largeur des épaules et une posture qui repose le poids du corps sur l'avant des pieds. On peut aussi parler de position de base, de position de préparation ou encore de position de départ.
Première balle ou premier service
Un joueur sert une première balle lorsqu'il réalise une première fois son service après un point ou au début d'un jeu. Si le service est annoncé faute, le joueur est invité à servir une seconde balle. Après chaque point, le joueur a de nouveau le droit de servir une première balle. Généralement, les serveurs prennent davantage de risque sur une première balle, sachant qu'ils auront une seconde chance.
Si le relanceur casse une corde en renvoyant un premier service faute, il a le choix entre prendre le risque de relancer le second service avec la corde cassée, ou changer de raquette, ce qui donne automatiquement au serveur le droit de servir à nouveau un premier service.
Prise de raquette
Façon dont le joueur tient le manche de sa raquette en fonction du coup et de l'effet souhaité. On distingue trois prises de base, western, eastern et marteau, en fonction du placement de la paume (plus précisément l'éminence hypothénar) sur les différents côtés du manche.
Prise eastern
Prise de raquette notamment utilisée pour le coup droit. Pour un joueur droitier, le bas de la paume est appliqué sur le chanfrein haut-droit du manche.
Prise marteau ou prise continentale
Prise de raquette pour laquelle le bas de la paume est appliqué sur le haut du manche. Cette prise est généralement utilisée pour le service et le revers. On différencie parfois la prise continentale de la prise marteau en considérant qu'elle est intermédiaire entre la prise marteau et la prise eastern.
Prise western
Prise de raquette fermée. On distingue la prise semi-western, pour laquelle le bas de la paume est appliqué sur le méplat droit du manche (pour un coup droit exécuté par un droitier), et la prise western prononcée, pour laquelle le bas de la paume est appliqué sur le chanfrein bas-droit du manche. Cette prise est généralement utilisée pour créer des effets comme le lift.
Prize Money
Voir dotation
Profond
Un coup est qualifié de profond lorsque la balle rebondit près de la ligne de fond au cours d'un échange. Il est généralement difficile à ramener pour l'adversaire.
Pronation
Mouvement rotatif du bras de l'extérieur vers l'intérieur (à l'inverse de la supination), ou de l'avant-bras seul, réalisé lors de certains coups, notamment coup droit ou le service.
 Puncheur
Voir cogneur

## Q
Qualifications
Phase préliminaire d'un tournoi au terme de laquelle les joueurs ayant remporté tous leurs matchs et les lucky losers entrent dans le grand tableau. Les joueurs les mieux classés sont exemptés de disputer les qualifications.
Qualifié
Joueur parvenu dans le grand tableau après être passé par la phase de qualifications (désigné dans les tableaux par l'abréviation Q).
Quick
Surface dure semi-rapide.

## R
Race
Système de classement des joueurs et des joueuses adopté depuis 2000. Le classement est effectué par rapport aux performances établies pendant l'année en cours et permet de déterminer les joueurs sélectionnés pour le Masters de fin d'année. Il est mis à jour chaque semaine et remis à zéro à l'issue de chaque saison. Il existe un second mode de classement : le classement technique.
 Rallye
Point durant lequel les joueurs ont parcouru beaucoup de terrain et multiplié les frappes de balle.
Ramasseur de balles
Personne, souvent mineure, qui se charge de ramasser la balle à la fin d'un point afin qu'elle ne gêne pas les joueurs. Il y a généralement cinq ou six ramasseurs sur le court : un dans chaque coin et un ou deux vers le filet. Les ramasseurs font circuler les balles entre eux en les faisant rouler au sol afin de fournir le serveur en balles. Le ramasseur peut aussi apporter une serviette à un joueur si celui-ci la lui confie en dehors des changements de côté.
La présence de ramasseurs de balle autorise le serveur (homme ou femme) à ne prendre qu'une seule balle au moment de servir. En l'absence de ramasseurs de balle, le serveur doit être en mesure d'enchainer premier et second service sans délai, et doit donc avoir avec lui/elle une deuxième balle.
(voir aussi ramasseurs de balles de Roland-Garros)
Rameur
Voir crocodile
Raquette

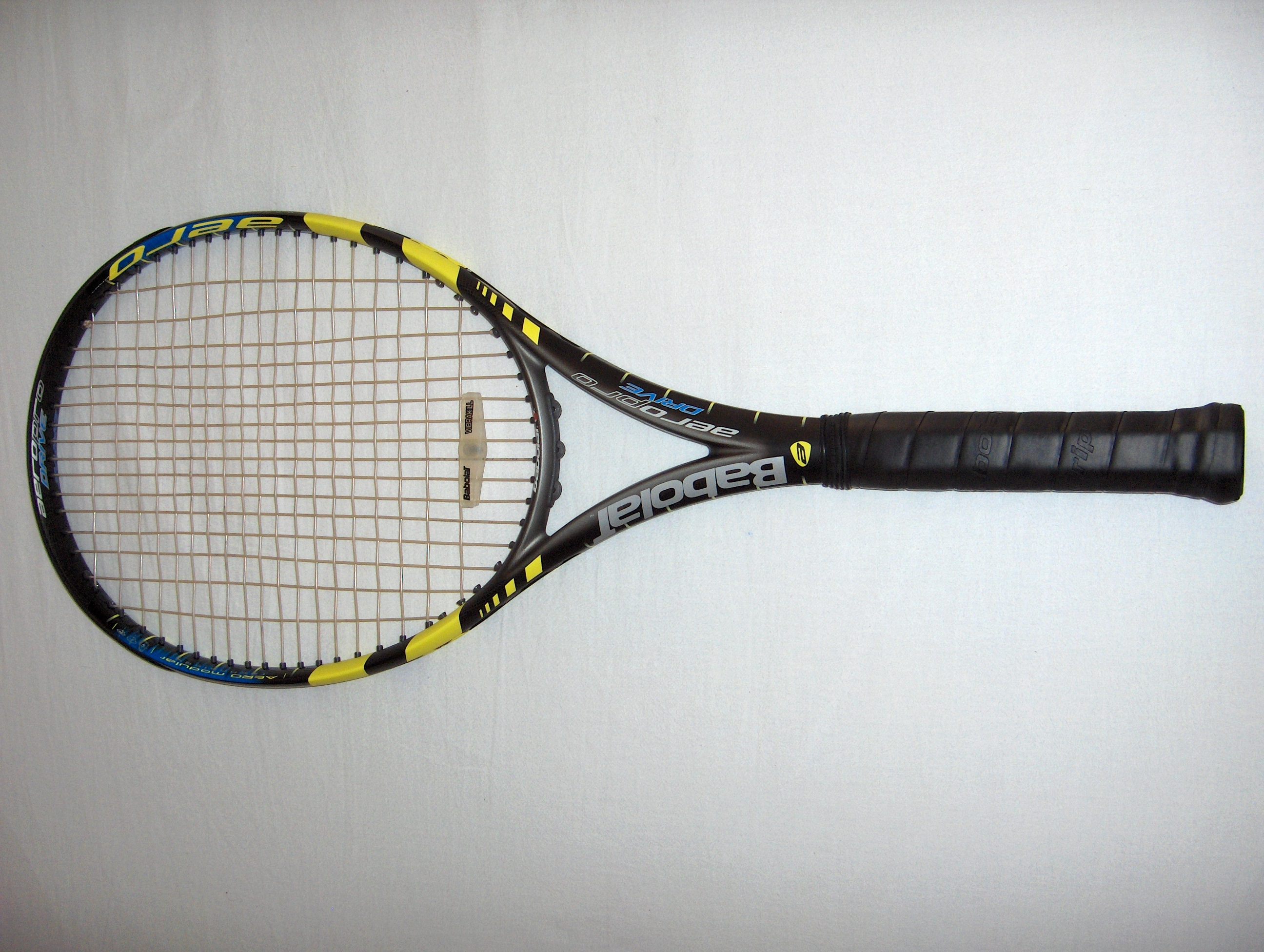
Raquette de tennis

 Objet utilisé par un joueur pour frapper la balle.
Rebound Ace
Surface synthétique utilisée de 1988 à 2008 à l'Open d'Australie réputée un peu moins rapide que le Decoturf
Rencontre
Généralement synonyme de match, le mot prend une autre signification en Coupe Davis où il désigne l'affrontement de deux pays en trois matchs gagnants.
Repêché
Voir lucky loser
Replacement
Action de déplacement en direction du milieu de la ligne de fond effectué par un joueur après la frappe de la balle en vue de jouer l'échange suivant dans les meilleures conditions
Reprise ou time
Terme annoncé par l'arbitre de chaise à la fin de la période de changement de côtés
Retour bloqué
Retour de service effectué avec un mouvement limité du bras au moment de la frappe. Il s'appuie uniquement sur la puissance du service de l'adversaire et sur l'inclinaison du tamis de la raquette.
 Revers

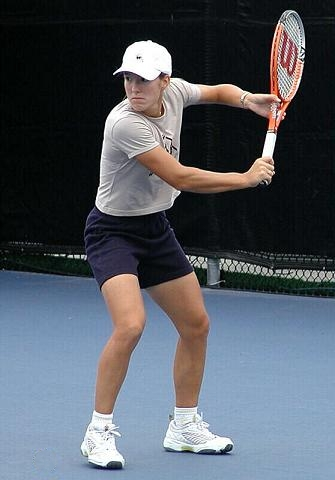
Justine Henin préparant un revers à une main

 Coup effectué bras fermé, du côté opposé à la main qui tient la raquette. Ce coup peut être joué avec une prise à une main ou à deux mains.
 Roue de bicyclette (ou Bagel en anglais)Set s'achevant sur la marque de 6-0. Cette image rapproche la forme du zéro de celle d'une roue de bicyclette (ou d'un bagel en anglais).
Round robin
Dans certaines compétitions, tour particulier où les joueurs sont répartis dans des groupes (ou poules) au sein desquels chacun affronte tous les autres, donnant ensuite lieu à un classement permettant de se qualifier pour la suite du tournoi. C'est notamment le système en vigueur lors des Masters de fin d'année, tant chez les hommes que chez les femmes, où les huit meilleurs joueurs du classement (ou les paires pour le tournoi de double) sont répartis en deux poules de quatre.

## S
SABR (Sneak Attack By Roger, « attaque furtive de Roger [Federer] »)
Tactique d'attaque « inventée » (en réalité, redécouverte) par Roger Federer, consistant à attaquer le deuxième service de l’adversaire et à se ruer immédiatement vers le filet. L'adversaire n'a alors que deux choix : soit tenter un passing-shot soit un lob gagnant. Mais, surpris, déstabilisé et n'ayant que très peu de temps pour réagir, l'adversaire rate la plupart du temps le coup qu'il voulait effectuer. Ce type d'attaque était autrefois souvent utilisé par les serveurs-volleyeurs (John McEnroe par exemple), quand les joueurs pouvaient souvent monter au filet, avant les années 2000 et le ralentissement général des surfaces, .
Saison (régulière)
Période durant laquelle les tournois professionnels ont lieu. En 2025, pour les circuits principaux WTA et ATP, elle s'étend de janvier à novembre.
Satellite
Circuit professionnel secondaire de niveau inférieur aux circuits Challenger et Future. Il consiste en des tournois organisés pendant des périodes d'un mois par la fédération du pays hôte. Ce type de tournoi a été supprimé à la fin de la saison 2006.
Scratch ou disqualification
Sanction éliminatoire, par exemple en cas de retard du joueur.
Seconde balle ou second service
Un joueur sert une seconde balle lorsqu'il réalise une seconde fois son service après que son premier a été manqué (dans le filet ou annoncé faute). Si le service est à nouveau manqué, il perd le point (on parle de double faute).
Semi-western
Voir prise western
Serveur
 Joueur effectuant le service
 Service

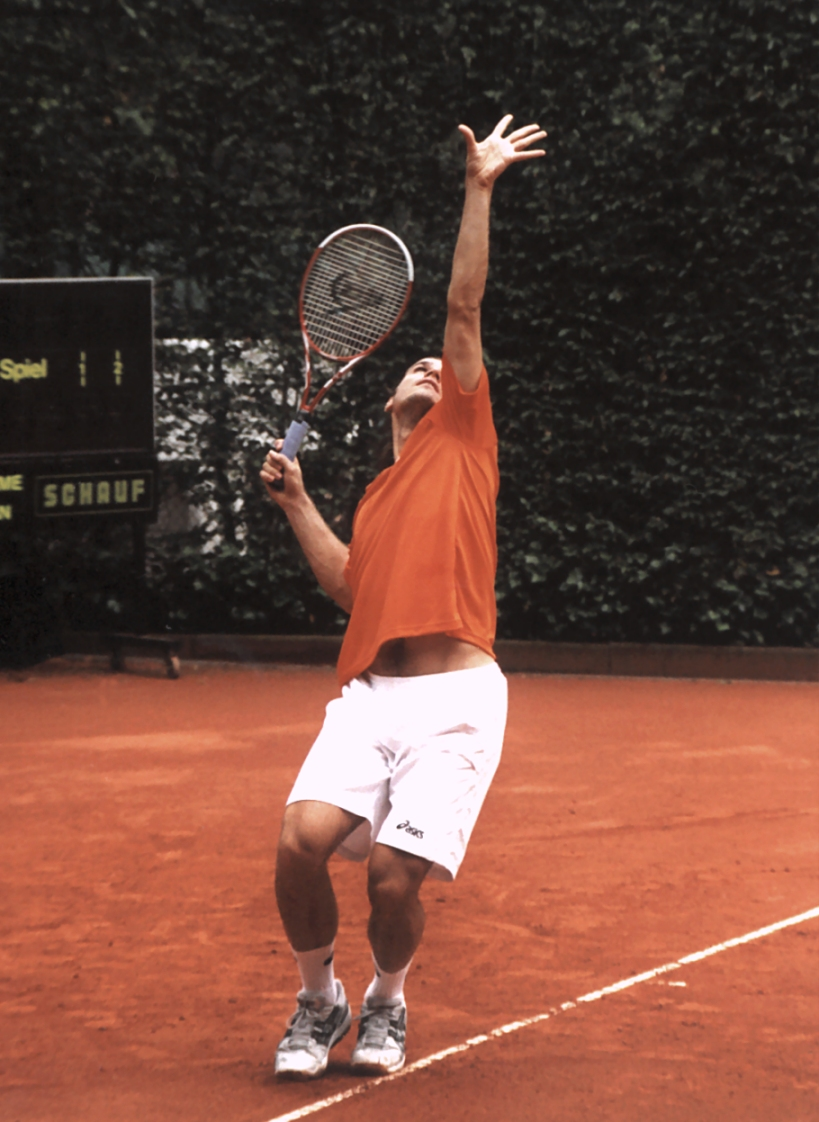
Tommy Haas en position de service

Geste d'engagement d'un point effectué par un joueur. Si un joueur perd le jeu pendant lequel il sert, on dit qu'il « perd son jeu de service », qu'il « perd sa mise en jeu » ou qu'il est « breaké ».
Service à la cuillère
Type de service, employé par les amateurs débutants et à titre exceptionnel au plus haut niveau (soit en cas de blessure, soit pour surprendre ou provoquer son adversaire). Il consiste à frapper la balle au niveau de la hanche de bas en haut. Ce geste est entré dans la postérité en 1989 lors de la rencontre opposant Michael Chang à Ivan Lendl en 1/8 de finale de Roland-Garros.
Service gagnant
Service que le receveur n'arrive pas à renvoyer. Si le receveur ne touche même pas la balle, le service gagnant est appelé ace.
Service-volée

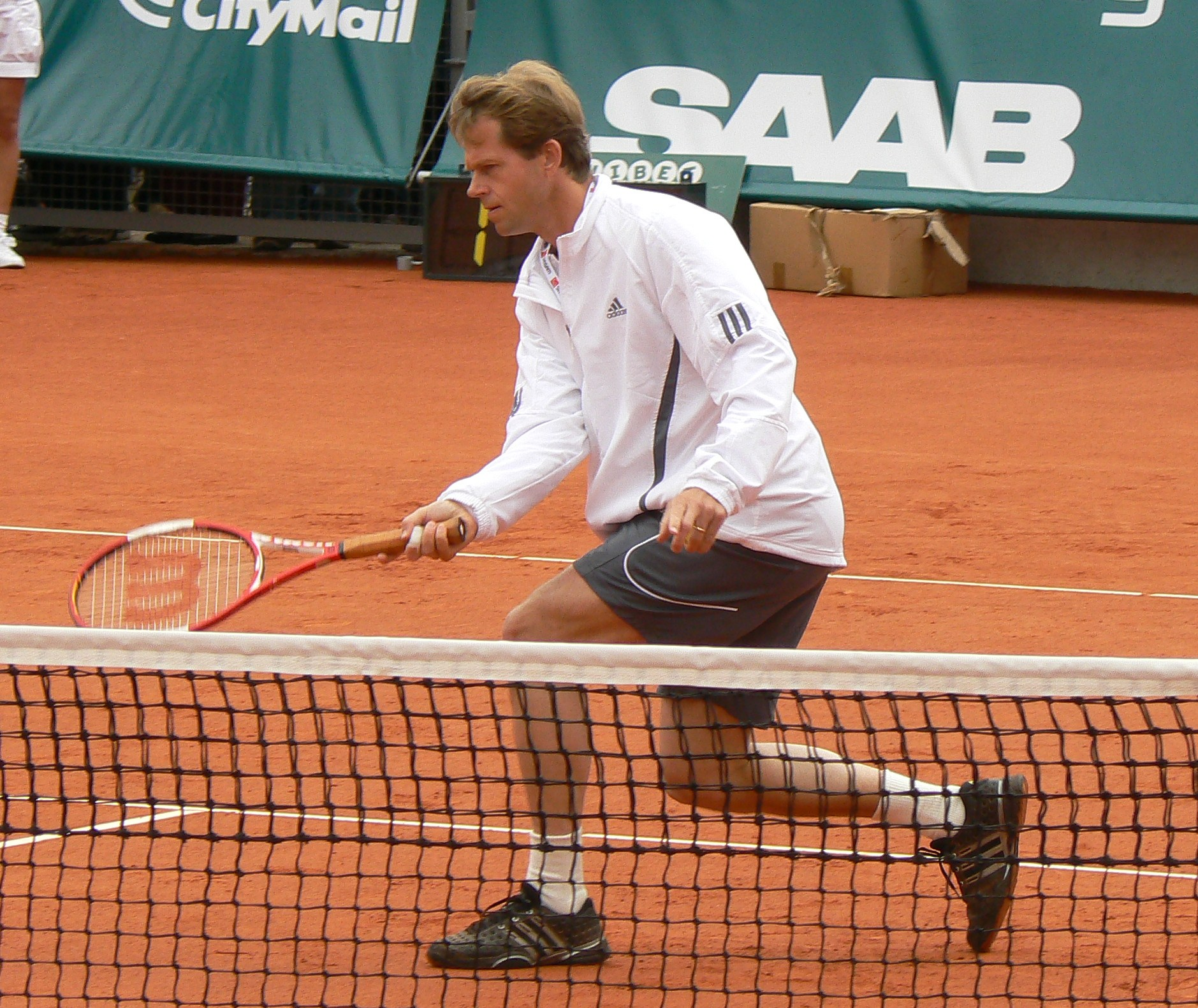
Stefan Edberg, spécialiste du service-volée

 Technique employée par un joueur qui consiste à monter au filet dans l'enchaînement de son service. Certains joueurs sont connus pour utiliser cette technique de manière quasi systématique, comme Rod Laver, Stefan Edberg, John McEnroe, Martina Navrátilová ou encore Patrick Rafter.
 Set ou Manche
Désigne un ensemble de jeux disputés. Le premier joueur à gagner six jeux avec deux jeux d'écart remporte le set. Lorsque le score est de 5-5, si un joueur remporte les deux jeux suivants, il gagne le set (7-5). Lorsque le score est de 6-6, un jeu décisif est disputé. Sur certains tournois, le jeu décisif n'est pas disputé dans le 5e set, comme c'était le cas pour tous les sets avant l'invention du jeu décisif. Dans ce cas, le premier joueur à avoir deux jeux de plus que l'autre remporte le set et donc le match.
Set d'or
Set gagné par un joueur sans avoir concédé le moindre point. Cet exploit rarissime n'a été effectué qu'à une seule reprise chez les hommes (ATP) au cours de l'ère Open, pendant le Tournoi de Delray Beach en 1983 par Bill Scanlon, lors de son match contre Marcos Hocevar (6-2, 6-0) ; chez les femmes (WTA), il est réalisé pour la première fois lors du tournoi de Wimbledon en 2012, à l'occasion du match entre Yaroslava Shvedova et Sara Errani (6-0, 6-4).
 Simple
Match entre deux joueurs, chacun étant de part et d'autre du filet
 Slice ou coup slicé
Un slice est un effet latéral imprimé à la balle, du fait de l'effet Magnus. L'effet slicé est souvent utilisé au service et parfois au cours des échanges et permet de donner une trajectoire incurvée à la balle (déviation vers la gauche ou vers la droite). Il est rarement employé sans un autre effet (coupé ou lifté). Une balle slicée dévie latéralement de sa trajectoire après le rebond. Associé au lift, le slice est un effet très efficace pour exécuter des passings long de ligne, la balle suivant une trajectoire rentrante vers le court après avoir passé le joueur. Une variante du slice est appelé le kick.
Smash ou Coup d'écrasement

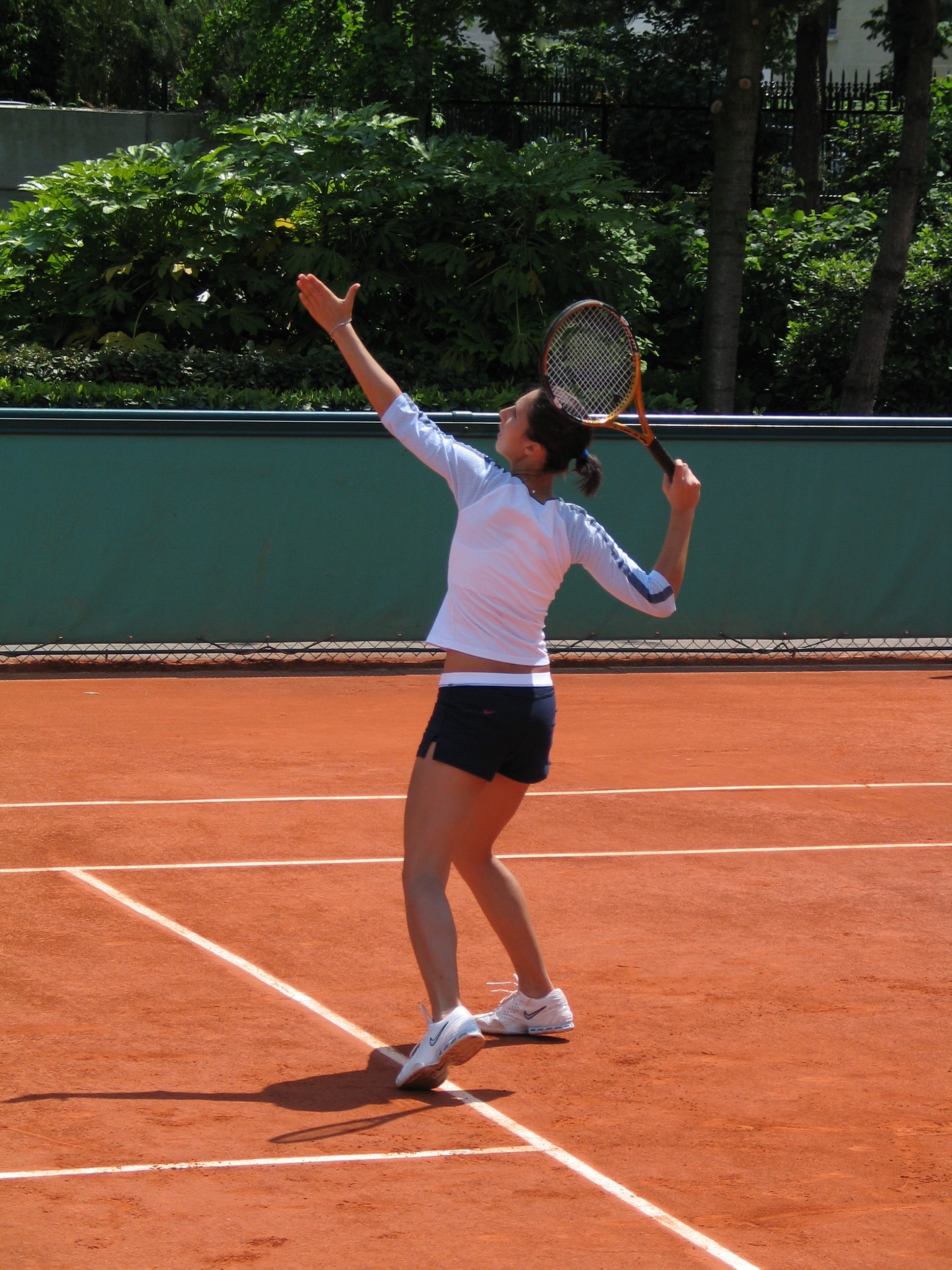
Anastasia Myskina préparant un smash

 Coup frappé au-dessus de la tête, avant ou après le rebond, permettant de rabattre violemment la balle dans le côté adverse du court. Rappelant quelque peu la fin du geste de service, il fait souvent suite à un lob plus ou moins manqué de l'adversaire.
Sparring-partner
Anglicisme utilisé pour désigner un partenaire d'entraînement.
Special Exempt ou Exemption spéciale
Joueur ne pouvant participer au tableau qualificatif d'un tournoi parce qu'il participe encore à un autre tournoi. Il obtient alors directement une place dans le tableau final. (Abrégé dans les tableaux en SE)
 Spécialiste
Joueur particulièrement à l'aise sur une surface. On parle par exemple de « spécialiste de terre battue » pour un joueur plus spécifiquement performant sur cette surface.
Super tie-break ou Super jeu décisif
Set disputé uniquement en double ou lors d'exhibitions, lorsque le score est de un set partout. Le premier joueur à remporter au moins dix points avec deux points d'écart gagne le match.
Surface
Type de sol ou de revêtement sur lequel se disputent les matchs. On distingue trois grandes catégories de surfaces : le gazon, la terre battue et les surfaces dites en dur ou synthétiques. Elles ont chacune des caractéristiques spécifiques qui avantagent certaines stratégies de jeu à d'autres.
Sur-grip ou surgrip
Bande synthétique utilisée pour recouvrir le grip usé d'un manche de raquette
Synthétique
Surface synthétique, comme le Decoturf ou le Rebound Ace

## T
T
Ligne centrale, désignée par la forme que prend le croisement de celle-ci avec la ligne de service. On dit qu'un service est sur le T lorsque la balle touche cette ligne, ou atterrit simplement dans cette zone.
Tableau de qualifications
Voir qualifications
Tableau final ou principal
Voir grand tableau
Tamis
Partie de la raquette de forme elliptique, composée de cordes, avec laquelle est frappée la balle. Le tamis est délimité par le cadre.
Tanking
Désigne le fait pour un joueur de faire preuve d'un manque, voire d'une absence de compétitivité lors d'un match ou d'une partie d'un match. Si cette pratique peut relever de la décision d'un joueur de ne pas s'impliquer complètement lors d'un match, elle peut aussi être parfois perçue comme un signe de match truqué. Si l'arbitre estime le manque de combativité trop flagrant, il peut sanctionner le joueur d'un avertissement.
Taraflex
Surface synthétique très rapide utilisée dans certains tournois indoor
Tennis elbow
Nom donné à l'épicondylite ou à l'épitrochléite, inflammation au coude courante chez les joueurs de tennis, généralement causée par les vibrations de la raquette lors de la frappe. L'utilisation d'anti-vibrateurs permet de limiter les risques.
Tennisman, tenniswoman (faux anglicisme)
Voir joueur de tennis
Tennistique
Relatif au tennis
Tension
Voir cordage
Terre battue

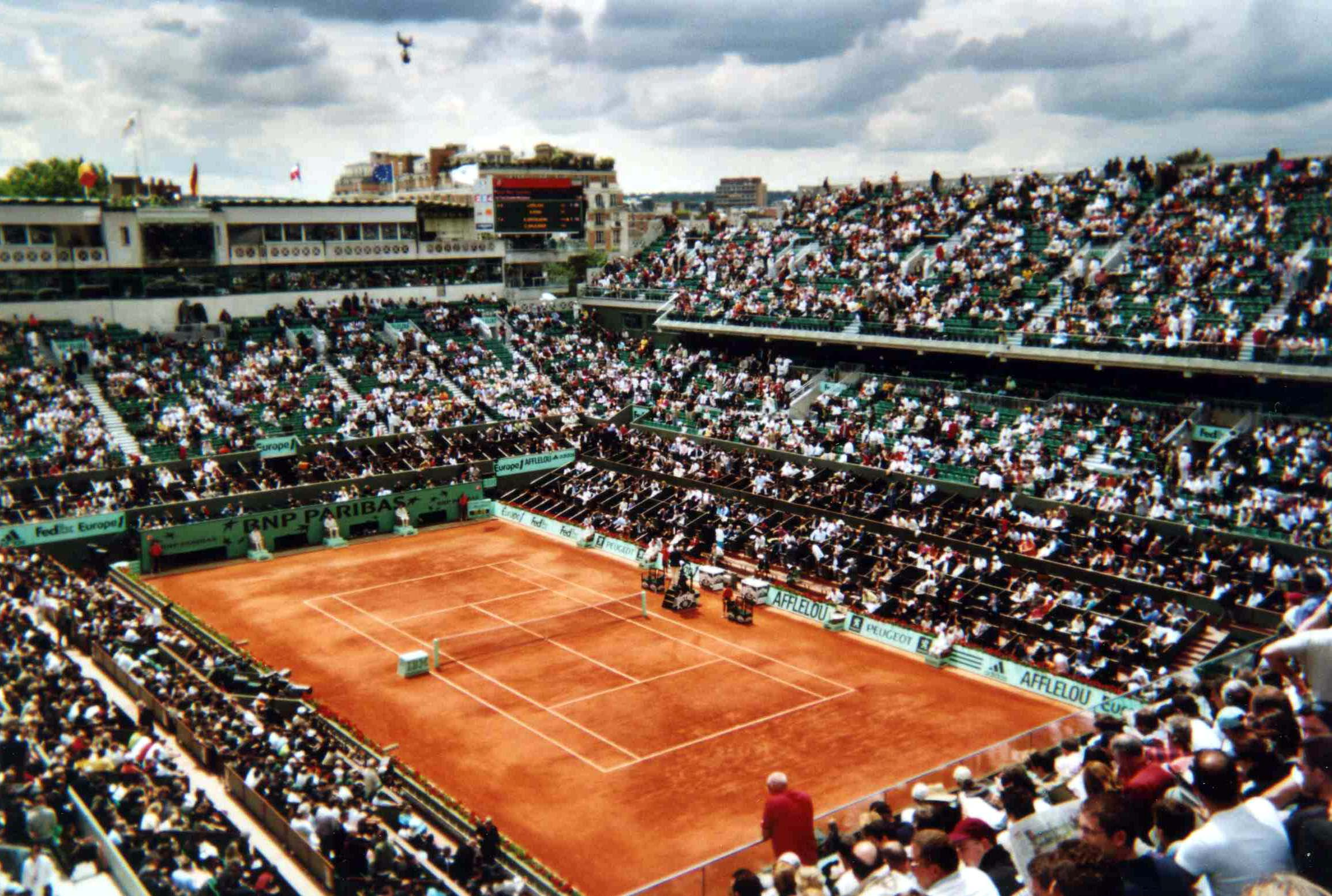
Court en terre battue à Roland-Garros

 Surface sur laquelle se déroulent plusieurs tournois, dont Roland-Garros. C'est une surface dite lente qui est très sensible aux effets et sur laquelle le rebond des balles est relativement haut.
Terrien
Joueur spécialiste de terre battue
 Tête de série
Joueur suffisamment bien classé pour bénéficier d'un tirage au sort favorable dans un tournoi. Communément, les têtes de série ne se rencontrent pas avant le troisième tour d'un tournoi. Les têtes de série numéros 1 et 2 ne peuvent pas se rencontrer avant la finale (pas plus que les têtes de série numéros 3 et 4). (Abrégé dans les tableaux en TDS)
Le terme anglais correspondant est "seed" (graine, littéralement), car c'est à partir de la répartition des têtes de série sur le tableau que les matches sont programmés.
Thermobag
Sac de rangement de raquettes doublé d'un système isolant, permettant de protéger le cordage des changements de température susceptibles de modifier sa tension
Tie-break
Voir jeu décisif
Tier
Type de tournoi du WTA Tour entériné en 1988, moins prestigieux que les tournois du Grand Chelem. Les plus importants sont les Tier I, puis les Tier II, les Tier III et enfin les Tier IV. En 2009, ces catégories disparaissent au profit des tournois dits Premier et International.
Time
Voir reprise
Tirer un passing
Voir passer
Toss ou Tirage au sort

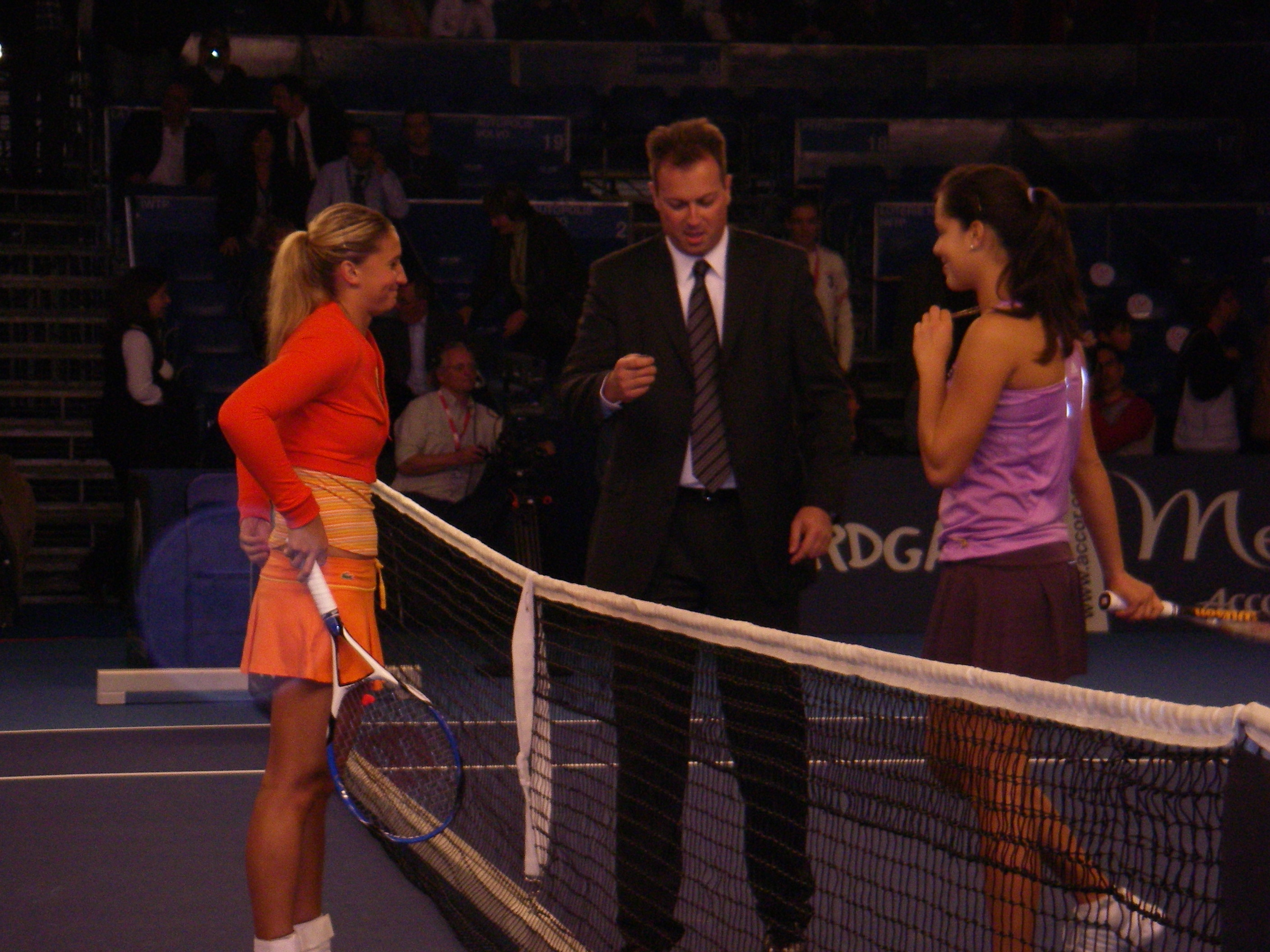
Arbitre de chaise procédant au toss en début de match

 Tirage au sort effectué par l'arbitre au début d'un match à l'aide d'une pièce. Le joueur qui remporte le tirage au sort a le choix de servir ou de recevoir pour le premier jeu.
Toucher de balle
Voir Effet
Tour du défi
Voir Challenge round
Tournoi du Grand Chelem
Voir Grand Chelem
Trois sets gagnants
Voir meilleur des cinq sets
Trouver une bonne longueur de balle
Voir jouer long
Tweener
Coup entre les jambes parfois exécuté par un joueur lorsqu'il est lobé et dos au filet pour tenter de remettre la balle dans le terrain. Il est parfois utilisé face au filet pour amuser les spectateurs ou provoquer l'adversaire.
Le terme vient de l'anglais "between" (traduction : "entre" ; sous-entendu, "les jambes"), abrégé et affublé du suffixe "er" pour en faire un substantif.

## V
Volée

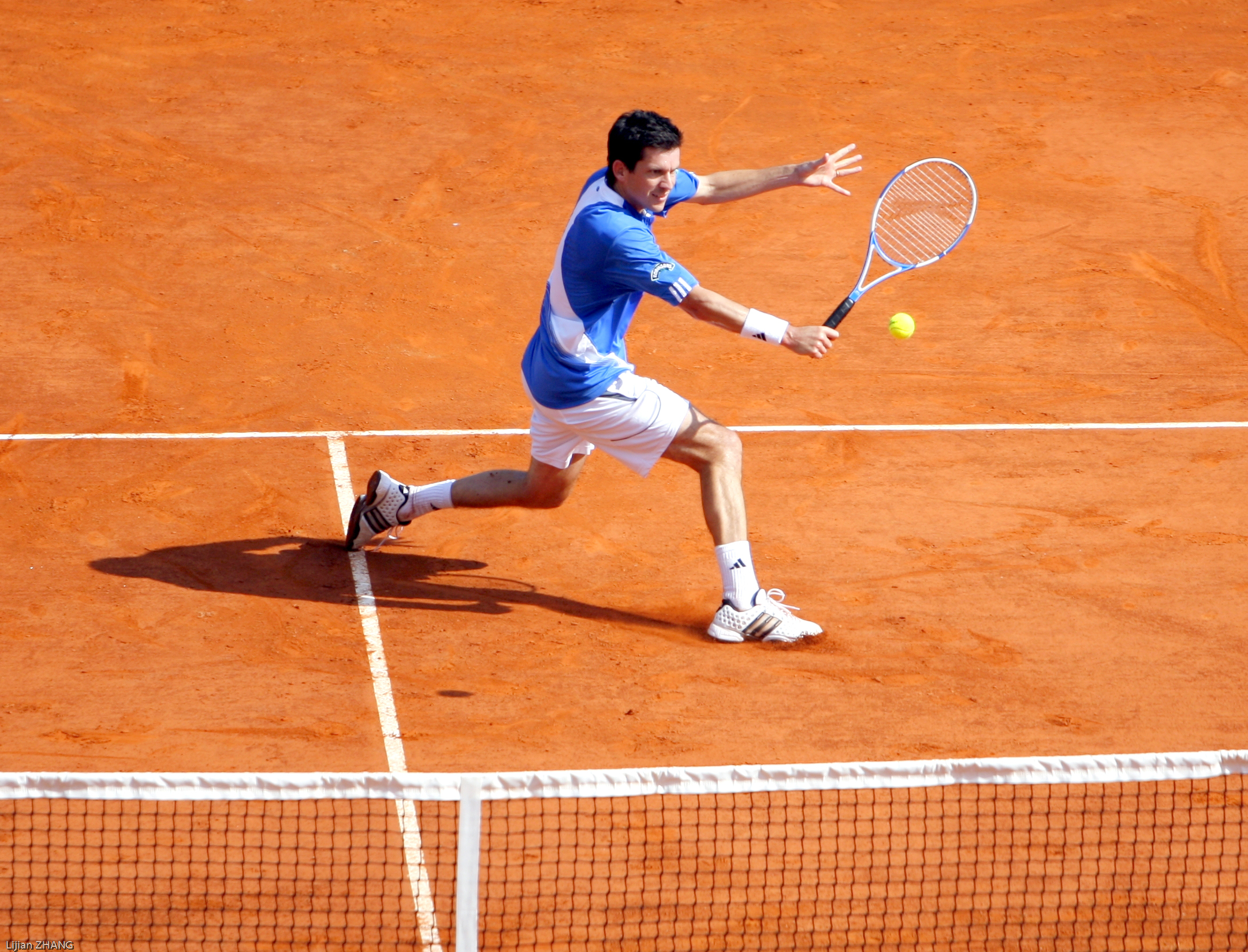
Tim Henman effectuant une volée de revers en milieu de court

 Coup effectué avant le rebond de la balle. Il est le plus souvent employé près du filet.
 Volleyeur
Terme dérivé de volley (traduction de « volée » en anglais). Il désigne un joueur effectuant une volée ou joueur spécialiste de la volée. Voir aussi : attaquant de fond de court
 Volleyer
Action d'effectuer une volée.

## W
Walk over
Victoire par disqualification (scratch) ou, beaucoup plus fréquemment, par forfait de l'adversaire. (Abrégé dans les tableaux en WO)
 Western
Voir prise western
 Wild card ou invitation privilégiée
Autorisation exceptionnelle accordée à un sportif ou à une équipe de participer à une compétition bien qu'ils ne répondent pas aux critères communs de sélection. (abrégé dans les tableaux par le sigle WC)
 WTA Tour ou simplement WTA
Association qui supervise les principaux tournois féminins professionnels dans le monde. On parle aussi du circuit WTA.